# Arbeitsgericht Wörth
Das Arbeitsgericht Wörth war ein bayerisches Arbeitsgericht mit Sitz in Wörth an der Donau.

## Geschichte
Gemäß Arbeitsgerichtsgesetz vom 23. Dezember 1926 wurden in Deutschland Arbeitsgerichte gebildet. Diese waren nur in der ersten Instanz organisatorisch selbstständige Gerichte, die Landesarbeitsgerichte waren den Landgerichten zugeordnet. Am Landgericht Regensburg entstand so 1927 das Landesarbeitsgericht Regensburg als eines von 23 Landesarbeitsgerichten in Bayern. In Wörth entstand das Arbeitsgericht Wörth als eines von sechs Arbeitsgerichten des Landesarbeitsgerichts. Sein Sprengel umfasste den des Amtsgerichtes Wörth. Es bestand eine allgemeine Kammer für Arbeiter und Angestellte und eine Kammer für das Handwerk.
Bereits 1929 wurde die Zahl der Arbeitsgerichte deutlich reduziert. Sowohl das Landesarbeitsgericht Regensburg als auch das Arbeitsgericht Wörth wurde zum 1. Januar 1930 aufgehoben. Die Aufgaben des Arbeitsgerichts Wörth übernahm das Arbeitsgericht Regensburg und dieses war nun dem Landesarbeitsgericht Nürnberg zugeordnet.